# لیکی (تگزاس)
لیکی، تگزاس (به انگلیسی: Leakey, Texas) یک شهر در ایالات متحده آمریکا با جمعیت ۴۲۵ نفر است که در شهرستان رئال، تگزاس واقع شده‌است.

## موقعیت جغرافیایی
موقعیت جغرافیایی شهرها و مناطق اطراف به شرح زیر است:

## نگارخانه

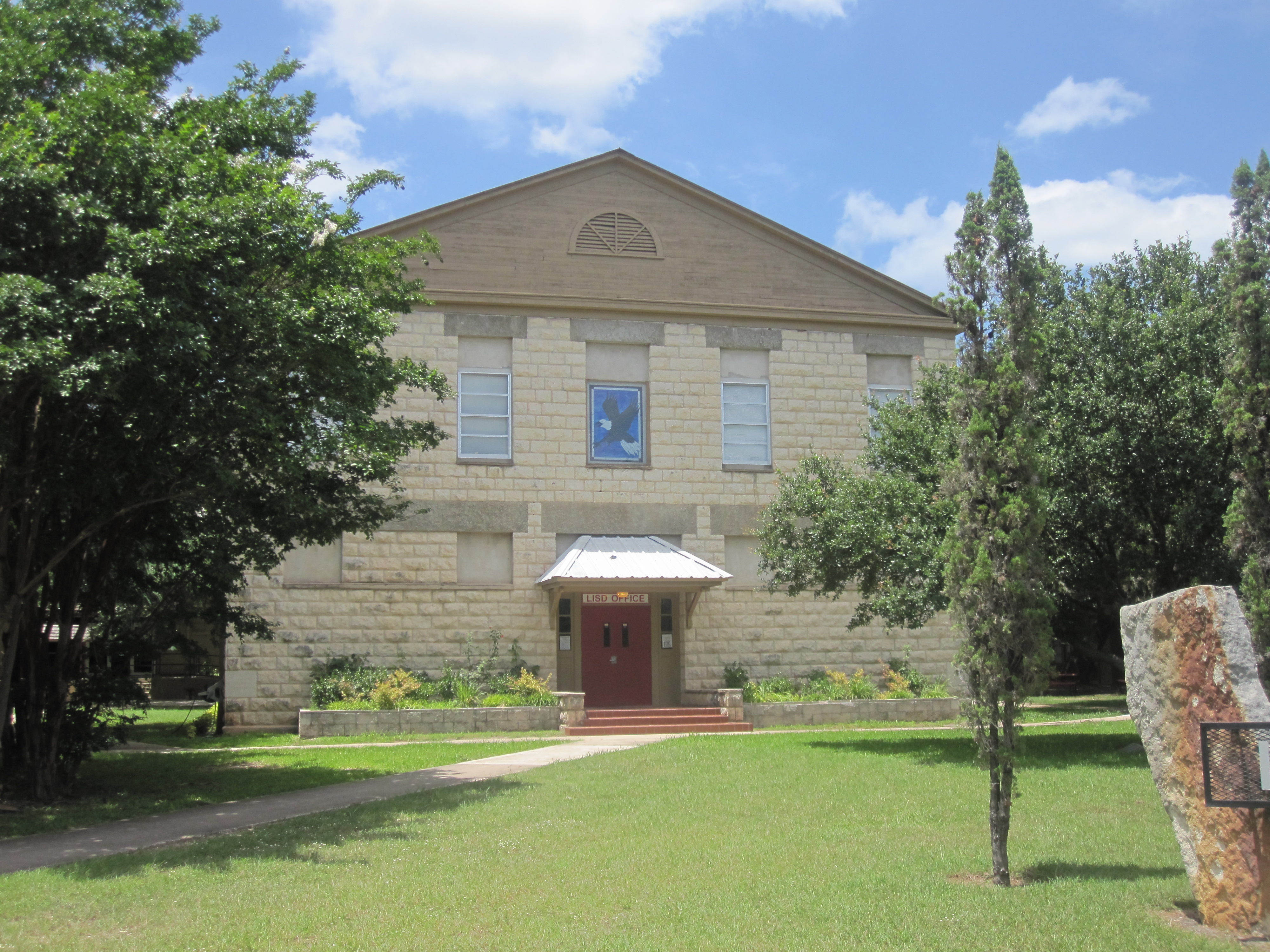
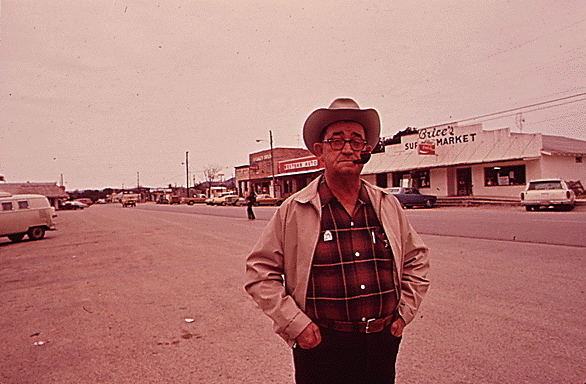
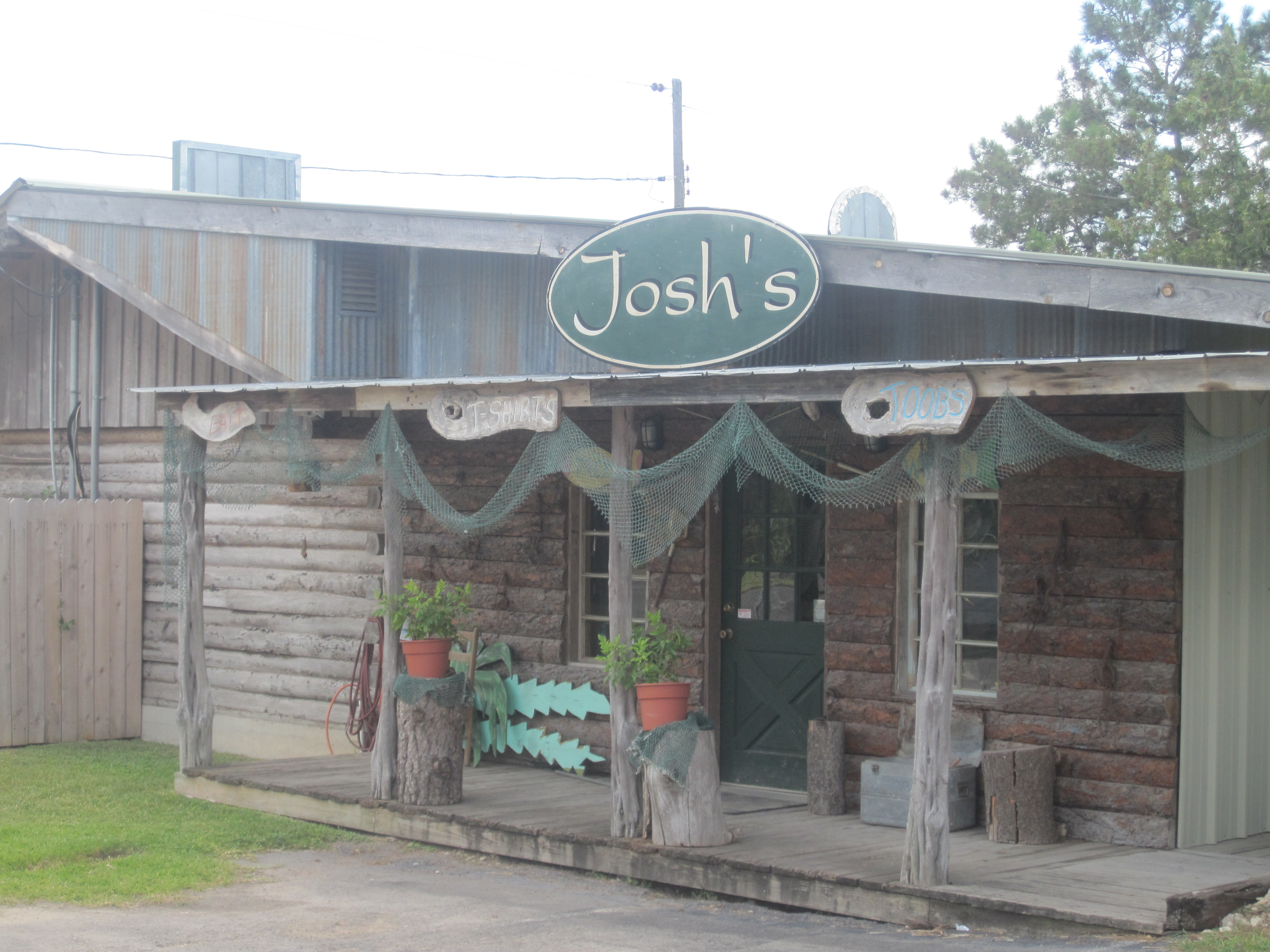
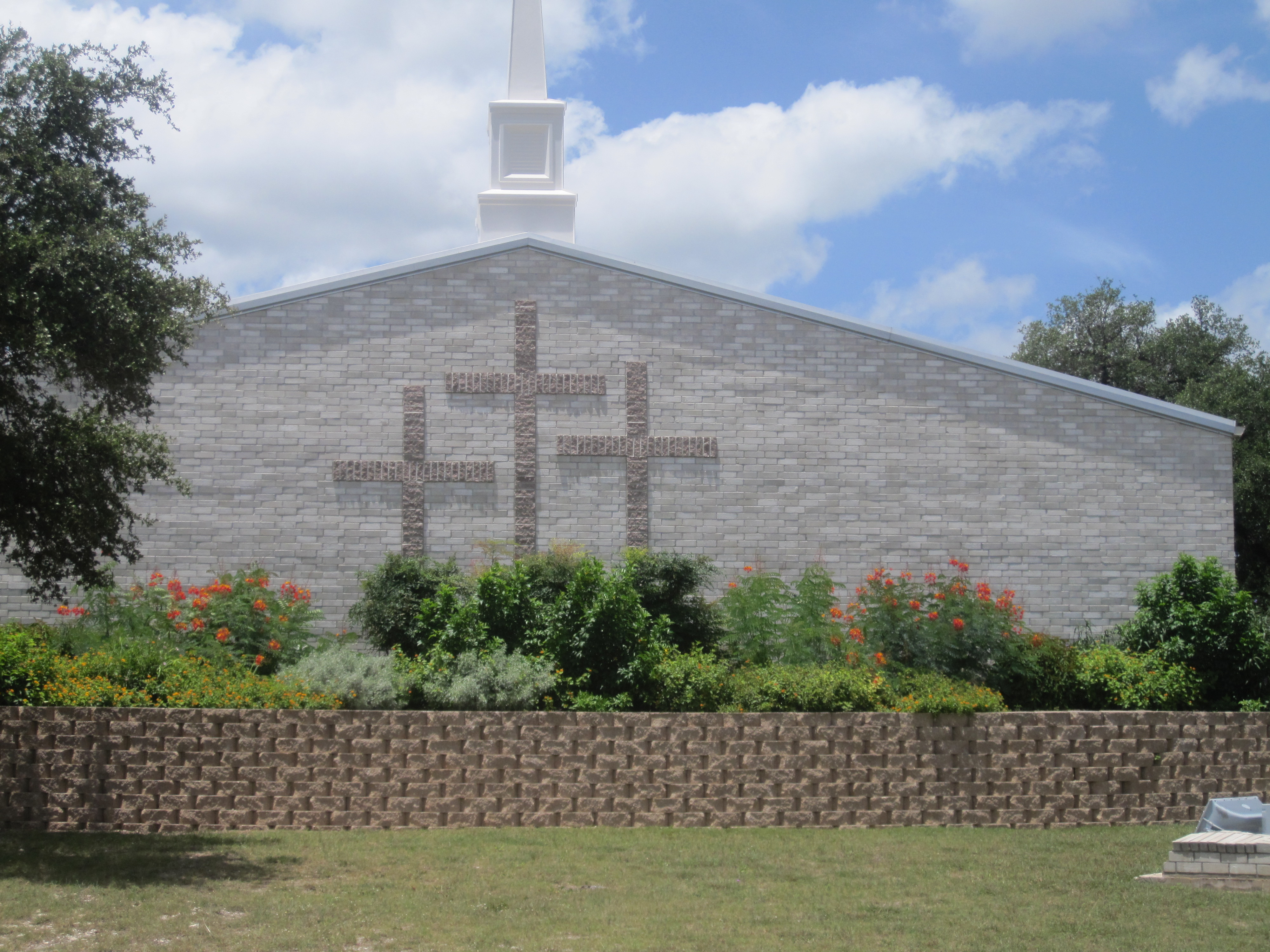
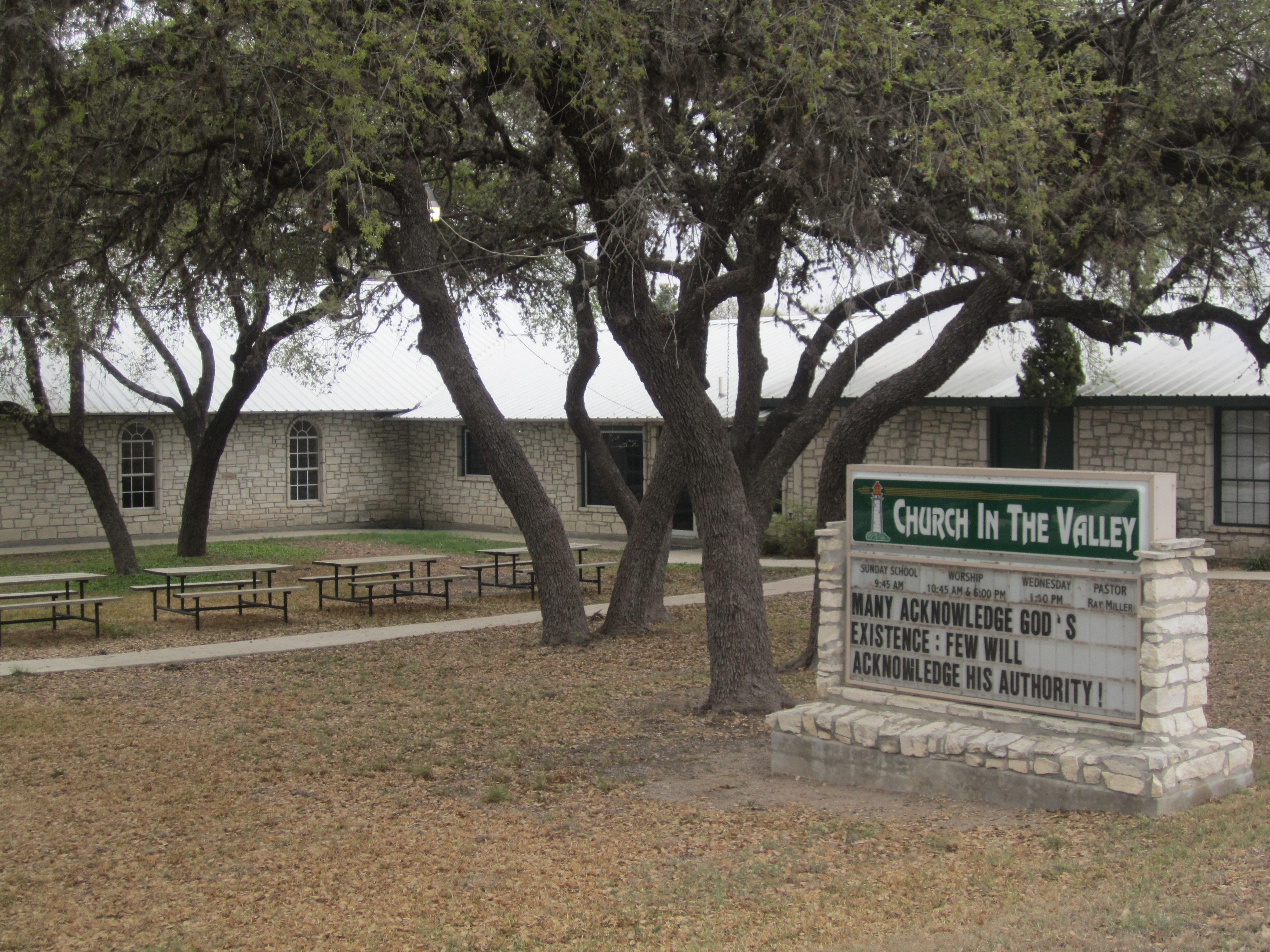